# Calculadora gráfica

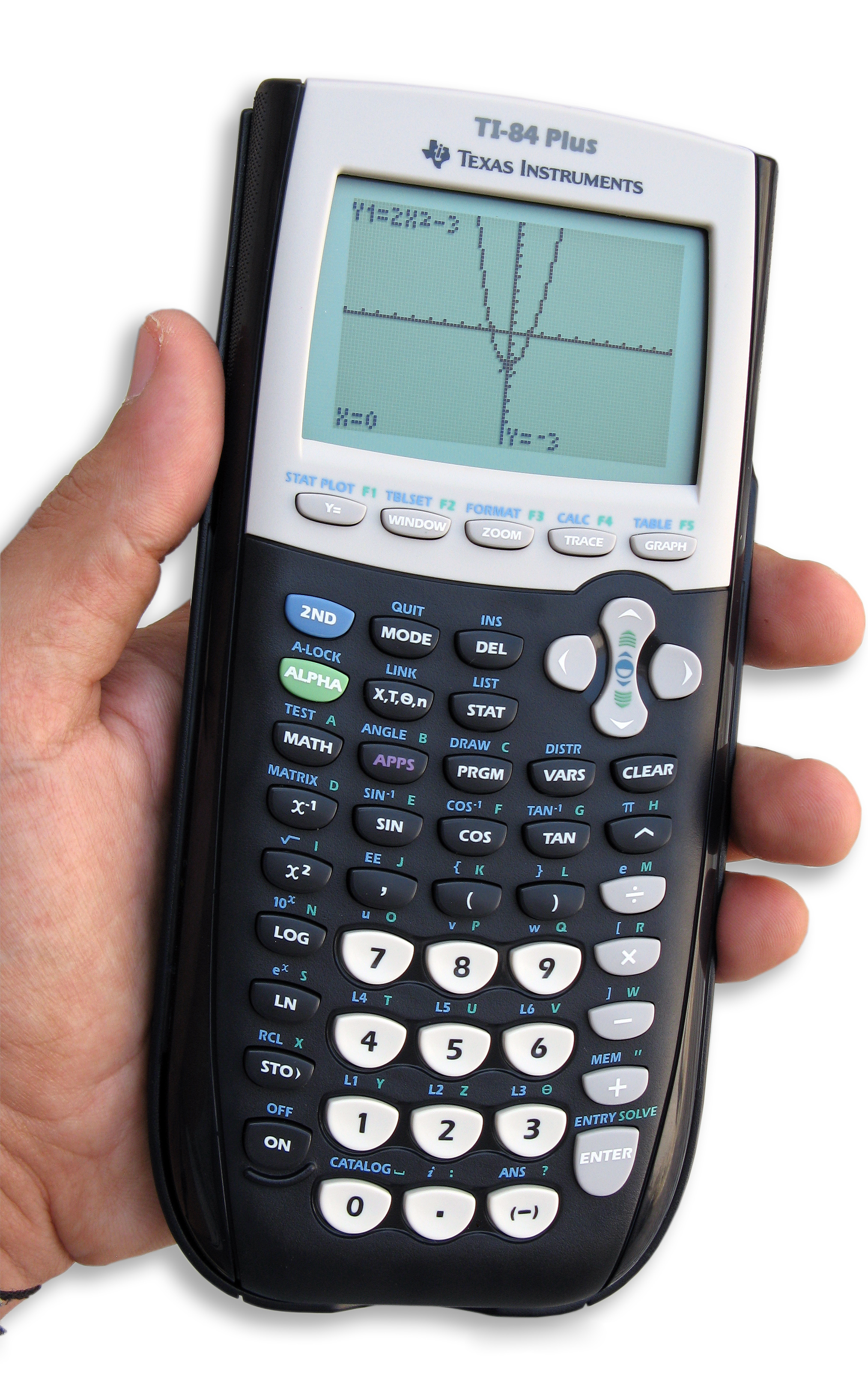
Así se ve una calculadora gráfica

Una calculadora gráfica es un tipo de calculadoras de bolsillo con capacidad de representar gráficas, resolver sistemas de ecuaciones y realizar muchas otras tareas con variables. Los modelos avanzados permiten la manipulación de expresiones matemáticas simbólicas; aunque todavía pueden encontrar limitaciones a la hora de resolver ciertas expresiones. Estas calculadoras son capaces de resolver sistemas matriciales y determinantes, y una gran cantidad de tareas con variables como integrales, ecuaciones de cuarto, tercer o segundo grado y derivadas.
Casio desarrolló la primera calculadora gráfica del mundo en 1985, el modelo fue el Casio fx-7000G  Posteriormente, otras marcas siguieron su trayectoria. Las más conocidas son Texas Instruments (TI) y Hewlett-Packard (HP). Todas ellas son similares en cuanto a prestaciones y potencia, si comparamos modelos afines. No obstante, se pueden diferenciar en el enfoque que cada marca persigue: Casio es una marca popular en el mundo educativo tanto en Europa como en Asia, TI es la referencia en los institutos en Estados Unidos y HP adquirió su fama en el campo de la ingeniería cuando lanzó sus primeros modelos.
A pesar de esa aparente igualdad entre las marcas, cada modelo tiene sus ventajas e inconvenientes. En general, se puede decir que la calculadora HP es una calculadora completa, pero compleja de manejar; que, además, ofrece la opción de la notación polaca inversa. Está diseñada para profesionales e investigadores. Casio es fácil de usar y está más orientada al estudiante. TI está a mitad de camino entre ambas, lo que la está haciendo emerger como una seria competidora. 

## Características de una calculadora gráfica
- Llevan incorporado un microprocesador.
- Son programables. El lenguaje de programación es básico, pero evoluciona con la aparición de nuevos modelos más potentes.
- Teclado alfanumérico. Cada tecla ejecuta hasta tres funciones, siendo una de ellas la inclusión de un signo de escritura o de puntuación. Si ese signo es una letra, entonces puede representar un texto escrito o una variable de memoria. Los signos de puntuación y otros específicos son comandos del lenguaje de programación.
- Sistema operativo actualizable.
- Pantalla generosa que la hace favorable para la representación y el estudio de funciones.
- Los modelos recientes permiten la realización de gráficos en tres dimensiones.
- Trabajan con listas de datos y matrices.
- Llevan preinstalada una hoja de cálculo (versión adaptada).
- Son aptas para álgebra, cálculo, estadística avanzada y matemática financiera.
- Su utilidad se extiende a las áreas de ciencias y a las ingenierías: existen programas y aplicaciones fácilmente instalables.
- Conexión con el PC y con otros modelos compatibles de calculadoras (por cable o infrarrojos).
- Utilizan tarjetas de memoria para guardar los programas.
- Visualización natural, en los modelos recientes: las expresiones matemáticas aparecen en pantalla como en los libros de texto.
- Algunos modelos tienen pantalla en color.
- Disponen de accesorios que aumentan sus aplicaciones en la enseñanza como sensores que permiten la recolección de datos experimentales para su posterior análisis y la posibilidad de conexión a un proyector.